# Mikelaka
Mikelaka (1899-ig Mikalaka, románul Micălaca) korábban önálló község, ma Arad városrésze Romániában, Arad megyében.
A település a középkori Tömörkény falu helyén, vagy annak névváltoztatásával keletkezett. 1333-ban egyházas hely volt, az aradi káptalan birtoka. 1559-ben a gyulai várőrség dúlta fel.
1910-ben 4313 lakosa volt, ebből 2990 fő román, 1243 magyar, 63 német, 17 egyéb nemzetiségű volt.
1930-ban Arad része lett.
Itt született 1906. február 5-én Danÿ Margit Európa-bajnok magyar vívó, aki a második világháború után a Görög Vívószövetség elnöke lett.
Itt született 1907. január 21-én Lakatos Vince filmrendező, fotográfus, író, érdemes és kiváló művész.

## Képek

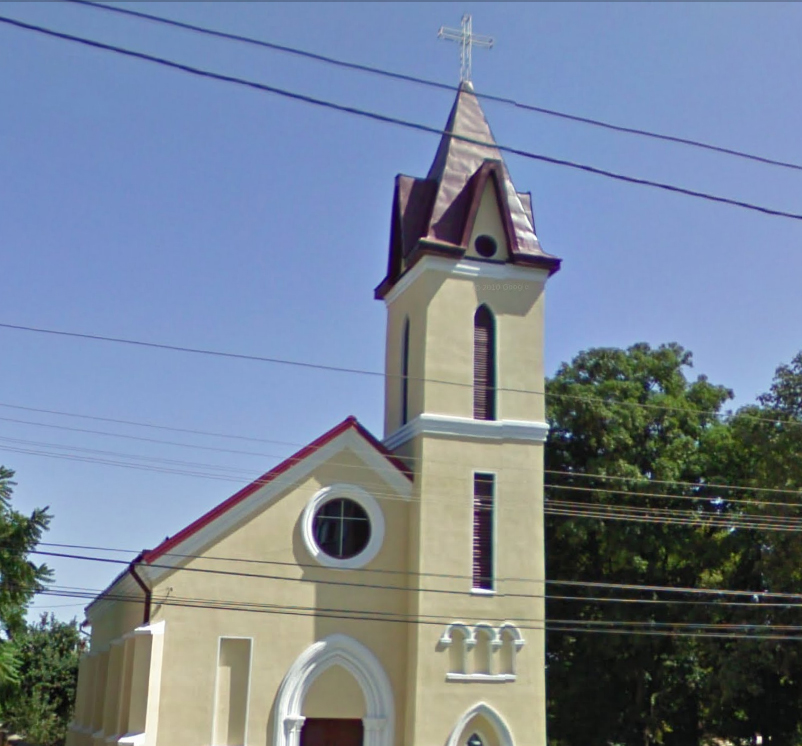
Római katolikus templom
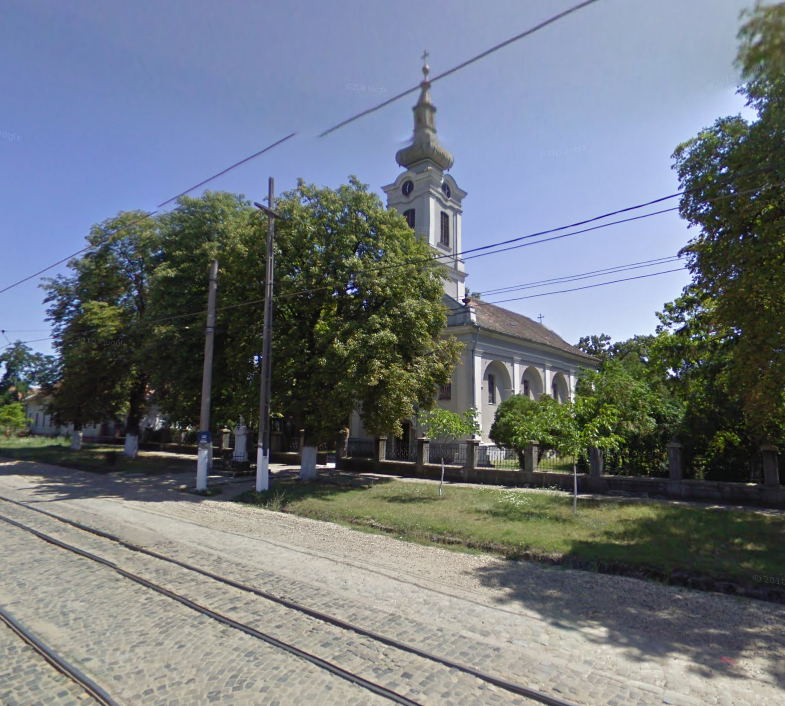
Ortodox templom
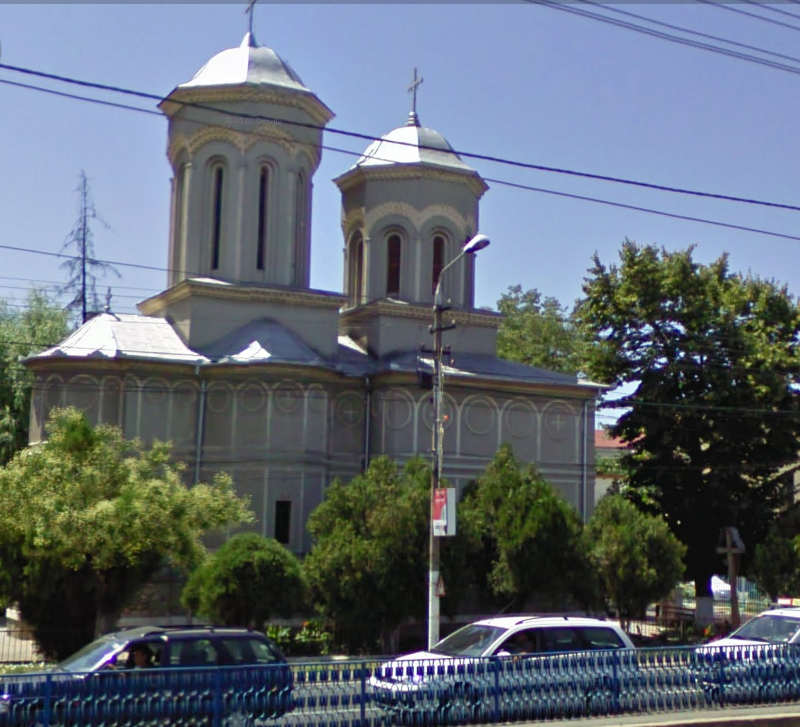
Új ortodox templom
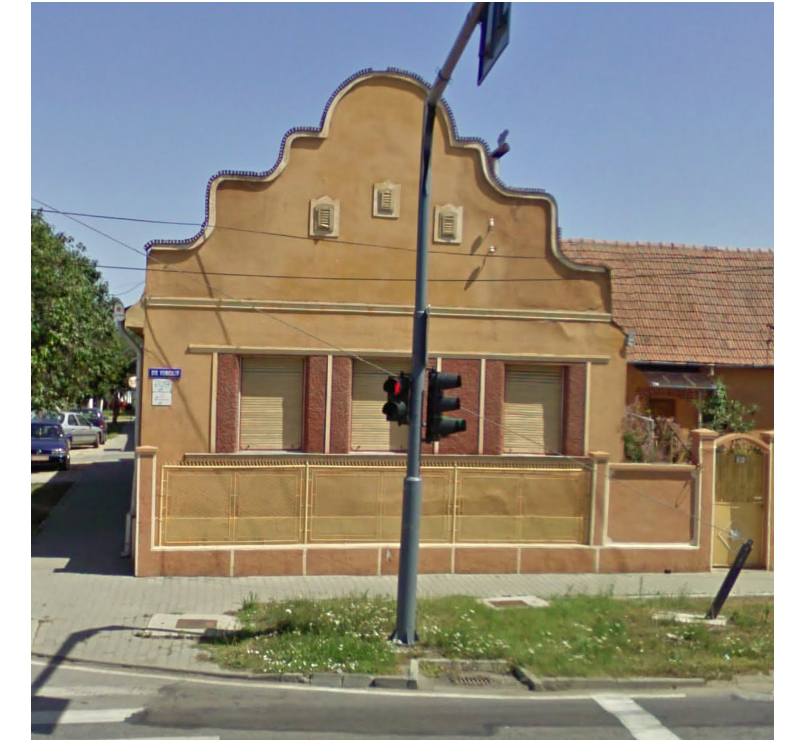
Lakóház
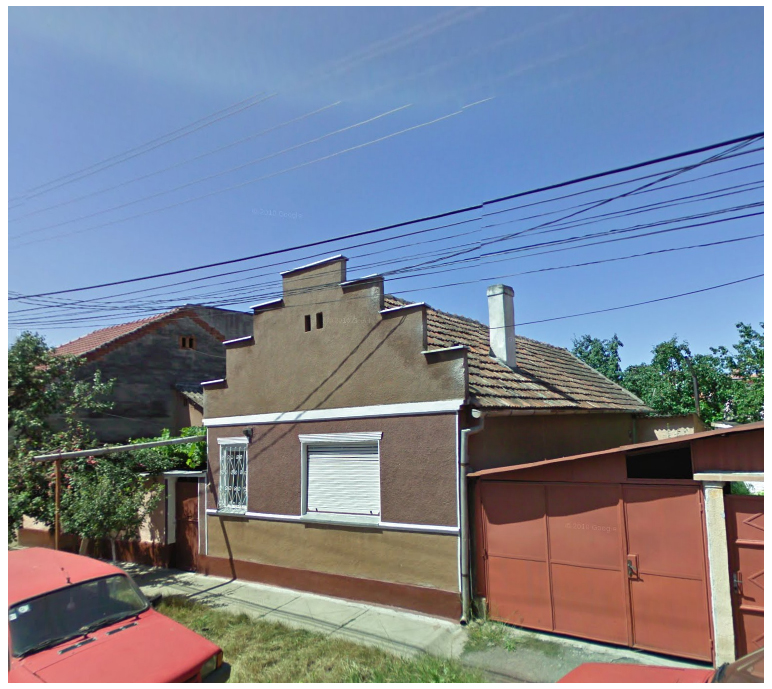
Lakóház